# Mieczysław Kuznowicz

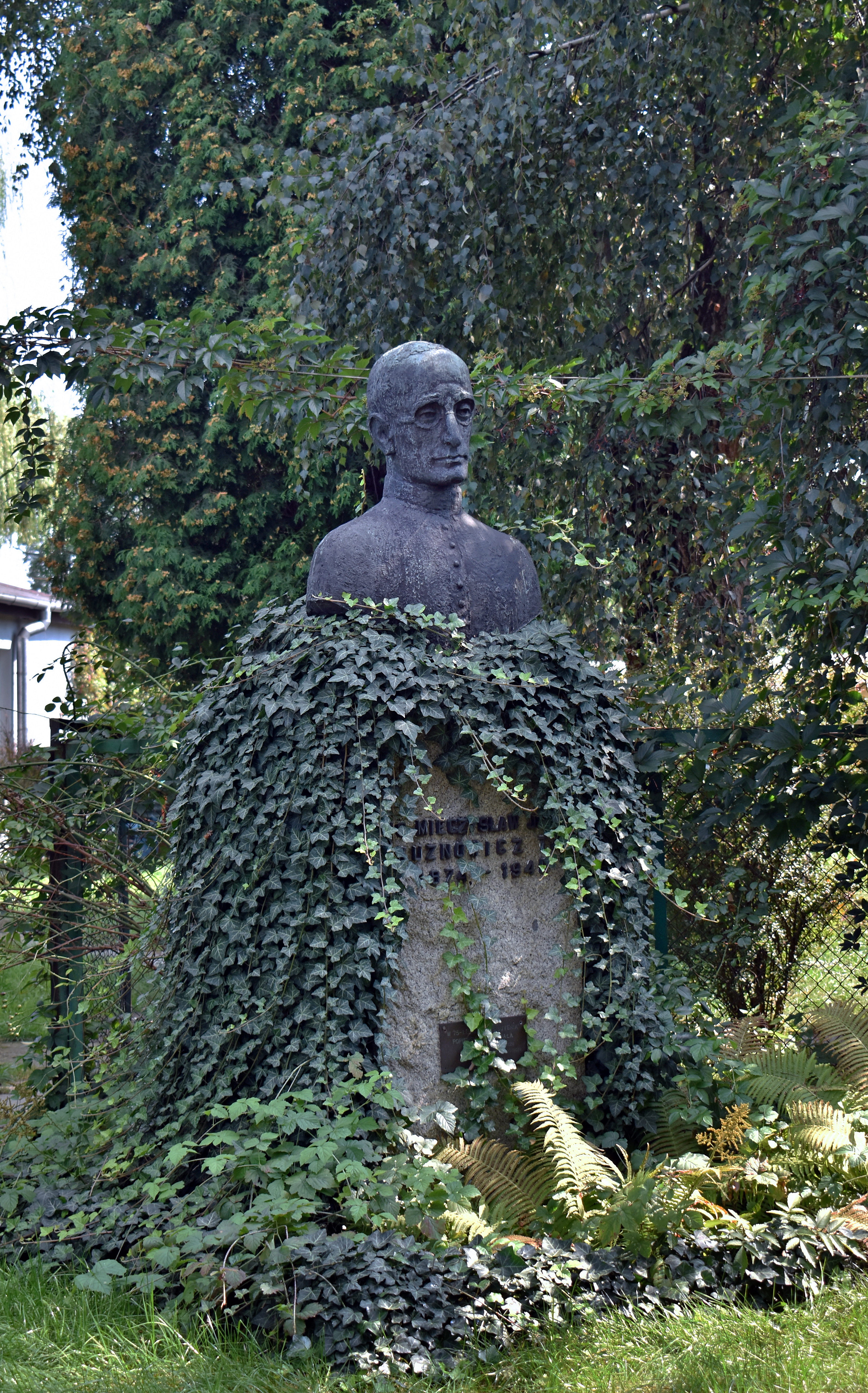
Pomnik Mieczysława Kuznowicza na stadionie RzKS Juvenia Kraków.

Mieczysław Józef Kuznowicz (ur. 15 stycznia 1874 w Licheniu, zm. 26 marca 1945 w Czarnym Potoku) – polski duchowny katolicki (jezuita) i działacz społeczny. Organizator kampanii antyalkoholowych i antynikotynowych wśród młodzieży. Założyciel Związku Młodzieży Przemysłowej i Rękodzielniczej. Autor wielu broszur o tematyce społecznej, młodzieżowej i religijnej.

## Dzieciństwo
Urodził w Licheniu koło Konina jako syn Wincentego i Józefy Rachubińskich. Około 1880 roku, wraz z rodzicami przeprowadził się do Częstochowy, gdzie rodzina utrzymywała się z pracy w cukrowni. W 1882 roku zmarła jego matka. Rozpoczął edukację w męskim progimnazjum rządowym w Częstochowie, z językiem rosyjskim jako wykładowy. W 1889 roku, jako piętnastoletni uczeń IV klasy, został relegowany ze szkoły za incydent związany z rzuceniem nadgryzionego przez siebie jabłka. Zablokowało mu to drogę do dalszej edukacji na terenie Królestwa Polskiego i całego Imperium Rosyjskiego. Wobec tego kontynuował edukację w założonym przez jezuitów Zakładzie Naukowo-Wychowawczym w Chyrowie na terenie zaboru austriackiego. Uzyskał tam maturę, ale również zapoznał się z formacją jezuicką, dzięki czemu odkrył swoje powołanie. 

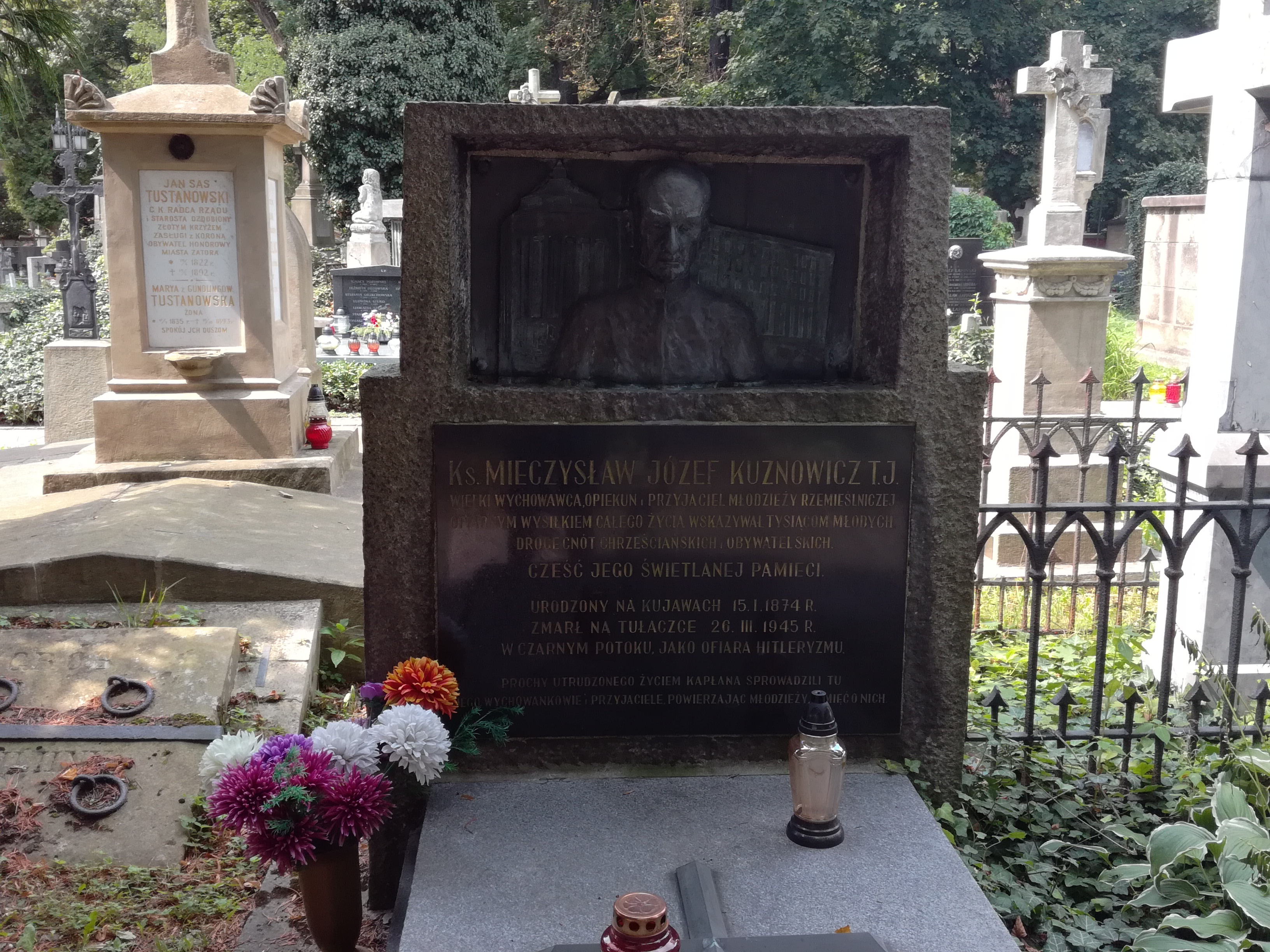
Grób ks. Mieczysława Kuznowicza na cmentarzu Rakowickim w Krakowie

## Formacja zakonna
29 kwietnia 1893 roku wstąpił do zakonu jezuitów i rozpoczął dwuletni nowicjat zakonny w Starej Wsi koło Brzozowa (obecne województwo podkarpackie). Jego kłopoty zdrowotne oraz trudności z opanowaniem wiedzy utrudniały mu pobieranie nauki. Po ukończeniu nowicjatu 2 czerwca 1895 roku, złożył pierwsze śluby zakonne. Jego trudności z nauką spowodowały problemy z zaliczeniem retoryki. Stąd też dopiero jesienią 1898 roku rozpoczął kolejny etap formacji zakonnej. W latach 1902–1903 wykonywał pracę porządkowe, opiekował się chorymi oraz był prefektem młodzieży konwiktowej. W 1903 roku przeprowadził się do Krakowa, gdzie rozpoczął studia teologiczne w miejscowym kolegium jezuickim. W czasie kolejnej przerwy w studiowaniu sprawował funkcję tzw. subministra, który odpowiadał za zaspokojenie potrzeb materialnych zakonników czy zarządzanie finansami. Działał dorywczo również na polu charytatywnym wśród uczniów rzemieślniczych w ramach organizacji „Opieka św. Stanisława Kostki nad młodzieżą terminatorską”. Ukończył studia teologiczne w 1906 roku. 14 kwietnia 1906 roku w Wielką Sobotę przyjął święcenia kapłańskie w Krakowie z rąk biskupa Anatola Nowaka. W latach 1908–1909 jako probanista odbył trzecią probację w Tarnopolu.

## Działalność wychowawcza
W 1898 roku przejął funkcję mentora w stowarzyszeniu „Opieka św. Stanisława Kostki nad młodzieżą terminatorską”, założonej w 1897 roku. Działał w niej w kolejnych latach. 26 kwietnia 1906 roku przejął kierownictwo tej organizacji. 8 grudnia 1906 roku przekształcił ją w Związek Młodzieży Przemysłowej i Rękodzielniczej pod wezwaniem św. Stanisława Kostki, którym kierował jako prezes aż do śmierci. Związek składał się z pięciu wydziałów: Wychowania Religijnego, Oświaty i Kultury, Socjalno-Społeczny, Wychowania Fizycznego i Finansowo-Gospodarczy. Wydziały te dzieliły się na specjalne sekcje i koła. W latach 1910–1911 podróżował po Austrii, Czechach, Niemczech, Belgii i Holandii w celu poznania metody pracy nad młodzieżą w różnych organizacjach. W 1912 roku, podczas zwołanego przez siebie zjazdu delegatów i działaczy społecznych, powołał Centralę Związku Młodzieży Rzemieślniczej i Przemysłowej w Krakowie. Przed I Wojną Światową powołał w ramach Centrali Związku Ligę Przeciw Paleniu Tytoniu, a w 1925 roku Centralę Abstynencką Kół Młodzieży. Szczególnie koła abstynentów pochwalić się mogły dużym zainteresowaniem, ponieważ w 1929 roku działały z ramienia centrali 353 koła, do których należało ok. 12 tys. członków. Uruchomił Park Sportowy „Juvenia” na krakowskich Błoniach. Od 1927 roku organizował kolonie letnie w Jastarni.
Początkowo celem ks. Kuznowicza było zrzeszenie młodzieży rzemieślniczej, w celu umożliwienia jej zdobycia wykształcenia zawodowego. Nie zapominał również o biedniejszej młodzieży. Ważnym elementem jego działalności była dbałość o wychowanie w duchu katolickim, moralnym, fizycznym, społecznym i patriotycznym. Ks. Kuznowicz przypisywał w wychowaniu szczególną rolę dobremu pedagogowi. Musiał on mieć dobre predyspozycje, odpowiednie wykształcenie oraz często przebywać z młodzieżą. Docelowo wychowanek miał być samodzielny, odpowiedzialny oraz gotowy do współpracy w społeczeństwie.
2 maja 1923 roku został odznaczony Krzyżem Oficerskim Orderu Odrodzenia Polski „za zasługi, położone dla Rzeczypospolitej Polskiej na polu pracy społecznej”.

## II wojna światowa i śmierć
W okresie II wojny światowej został aresztowany wkrótce po rozpoczęciu niemieckiej okupacji Krakowa – 14 października 1939 roku. Był przetrzymywany w więzieniu przy ulicy Montelupich. Zwolniony w wyniku intensywnych starań przyjaciół i współpracowników 24 października 1939 roku, ukrywał się poza Krakowem. W latach 1940–1941 przebywał w Długim koło Jedlicza. Między 1941 a 1943 rokiem mieszkał w Bieździedzy koło Kołaczyc w powiecie jasielskim. Ostatnie lata życia spędził w Czarnym Potoku oraz w okolicach Nowego Sącza, Starego Sącza i Limanowej. Początkowo pochowano go na cmentarzu w Nowym Sączu. W 1963 roku dzięki staraniom jego wychowanków, przeniesiono jego szczątki i pochowano go na cmentarzu Rakowickim w Krakowie (pas 11, wsch.)

## Twórczość
Kuznowicz był autorem 15 prac o tematyce religijnej, młodzieżowej, społecznej, antynikotynowej czy antyalkoholowej.
- „Jak organizować i prowadzić stowarzyszenia polskiej młodzieży rękodzielniczej i robotniczej” (Kraków 1911),
- „Społeczna działalność kółek abstynenckich wśród młodzieży” (Kraków 1911),
- „W sprawie patronaży i samorządu młodzieży rękodzielniczej i robotniczej” (Kraków 1911)
- „Palenie tytoniu a młodzież” (Kraków 1911, Kraków 1921)
- „Wpływ Eucharystyi na polską młodzież rękodzielniczą i robotniczą” (Kraków 1913)
- „Znaczenie pierwiastka religijnego w akcyi robotniczej” (Kraków 1913)
- „W sprawie pracy rozstrzygającym okresie” (Kraków 1915)
- „Zadanie względem przyszłego pokolenia w dobie obecnej, czyli planowa akcya ochrony i wychowania dzieci i młodzieży” (Kraków 1916)
- „Fatalny błąd w wychowaniu polskiej młodzieży” (Kraków 1916)
- „Do gimnazjum czy do przemysłu” (Tarnów 1917)
- „Wychowanie polskiej młodzieży dla polskiego przemysłu” (Kraków 1917)
- „Zasady i sposoby pracy w związkach młodzieży” (Kielce 1919)
- „Zasady kulturalnych form towarzyskich” (Kraków 1919)
- „Obrazki z życia zaniedbanej młodzieży” (Kraków 1924)
- „Organizacja Młodzieży Przemysłowej i Rękodzielniczej a Kościół i Społeczeństwo” (Kraków 1929)

## Upamiętnienie
Na terenie klubu Juvenia w Krakowie znajduje się pomnik ks. Mieczysława Kuznowicza autorstwa Bronisława Chromego odsłonięty w 1981, ufundowany w 75-lecie klubu przez Izbę Rzemieślniczą oraz Cechy Rzemieślnicze Krakowa. Jego imię nosi również plac w Krakowie przy Szpitalu Specjalistycznym im. Józefa Dietla. Biografię Kuznowicza pod tytułem Ubył człowiek... wydał w 1947 w Krakowie Marian Padechowicz.